# James K. Galbraith
James Kenneth Galbraith (nascut el 29 de gener de 1952) és un economista nord-americà que escriu sovint per a la premsa popular sobre temes econòmics. Actualment és professor a la Lyndon B. Johnson School of Public Affairs i al Departament de Govern de la Universitat de Texas a Austin. També és becari superior del Levy Economics Institute del Bard College i forma part del comitè executiu de la World Economics Association, creat el 2011.

## Opinions
James K. Galbraith escriu habitualment per a The Nation, Mother Jones, The Progressive. Va tenir una contraeditorial al New York Times, al Washington Post, al Boston Globe i altres periòdics.
Galbraith argumenta que Amèrica moderna ha caigut presa d'una "classe depredadora" rica, que controla el govern:
| « | Avui el tret característic del capitalisme modern estatunidenc no és ni la competència benigna, ni la lluita de classes, ni la utopia d'una classe de mitja inclusiva. En el seu lloc, la depredació es converteix en el tret dominant: un sistema en el que és els rics celebren una festa sobre els sistemes en decadència construïda per la classe mitjana. La classe depredadora no és la totalitat dels rics. Però és la seva propietat característica, la seva força motriu. I les seves agències controlen totalment el govern sota el que vivim. | » |

Galbraith fou crític sobre la política de l'administració Bush en la invasió de l'Iraq.
| « | Hi ha una raó per a la vulnerabilitat dels imperis. Per mantenir una oposició és necessària la guerra: una guerra constant, sense interrupcions i inacabable. I la guerra és ruïnosa: des del punt de vista legal, moral i econòmic. Pot arruïnar els perdedors, com la França napoleònica, o l'Alemanya imperial el 1918. I pot arruïnar els vencedors, com ho van ser els britànics i els soviètics al segle xx. Per la seva banda, Alemanya i Japó es van recuperar bé de la Segona Guerra Mundial, en part perquè es van dedicar els recursos necessaris i no van haver de desaprofitar el tresor nacional en defensa després de la derrota... El cost econòmic real de l'edifici de l'imperi de Bush és doble: en desviar l'atenció dels problemes econòmics importants de casa [Estats Units] i posant els Estats Units en un camí imperial a llarg termini que és econòmicament ruïnós. | » |

Galbraith es manifesta igualment crític amb els paradigmes actuals de la seva professió.
| « | Els líders i membres actius de la professió d'economia actual, la generació actualment en els 40 i 50 anys, s'han unit en una mena de politburo per a un correcte pensament econòmic. Com a regla general –com es podria esperar d'un club de gentilhomes– els ha situat al costat equivocat de tots els problemes importants de la política, i no només recentment, sinó durant dècades. Pronostiquen un desastre on no se'n produeix cap. Neguen la possibilitat d'esdeveniments que després succeeixen. Ofereixen una justificació fatalista "com si fos cosa del temps" sobre un problema “inevitable” (desigualtat de pagues) que després comença a retrocedir. S'oposen a les reformes més bàsiques, dignes i sensates, alhora que ofereixen placebos. Sempre se sorprenen quan ocorre alguna cosa poc freqüent (com una recessió). I quan finalment senten que no es pot sostenir alguna posició, no reexaminen les seves idees. En canvi, simplement canvien de tema. | » |

## Iniciatives humanitàries
Galbraith és el president d'Economistes per a la Pau i la Seguretat, abans conegut com a Economists Against the Arms Race i després Economists Allied for Arms Reduction (ECAAR), una associació internacional d'economistes professionals preocupats pels problemes de pau i seguretat.
El 2009 es va incorporar al projecte Soldiers of Peace, un documental per a la pau global i contra totes les guerres, que ha guanyat diversos premis en festivals de cinema.